# Collège d'Autun
Le collège d'Autun (ou d’Annonay ou du Cardinal Bertrand) est un collège de l'ancienne université de Paris.
Il fut fondé en 1337, par Pierre Ier Bertrand, évêque d'Autun, dans l’Hôtel d'Autun, au 22 rue Saint-André-des-Arts à Paris, pour quinze écoliers. Le 21 avril 1530, un prêtre nommé Pierre Poncet, assassina dans le collège le curé de Méru et son valet. Il fut arrêté, dégradé et brûlé vif, après avoir eu le poing coupé. En 1764, l'établissement fut réuni au collège Louis-le-Grand. Les bâtiments devenus propriété de l'État furent transformés en école gratuite de dessin, avant d'être vendus le 28 mars 1807 et démolis en 1823. 
Napoléon Bonaparte étudia trois mois, en 1779, au collège des oratoriens d'Autun (en Saône-et-Loire), et qui a été renommé depuis Lycée Bonaparte.